# Znakowy typ danych
Znakowy typ danych (ang. character data type) – typ danych stosowany w wielu językach programowania, reprezentujący jeden znak tekstu.

## Realizacja i właściwości
Typ znakowy jest realizowany poprzez określony kod znaku, w zależności od implementacji może to być ASCII, EBCDIC, Unicode lub inny. Zapis konkretnej wartości typu znakowego w kodzie źródłowym dokonuje się za pomocą literału znakowego. W takich językach jak C czy C++, typ znakowy to po prostu 1-bajtowa liczba całkowita ze znakiem, w przypadku typu signed char, lub bez znaku, dla typu unsigned char. Natomiast w Pascalu, typ znakowy nie jest typem liczbowym i do konwersji typu używa się funkcji Asc lub Chr.

## Popularne implementacje

### Java
- char

### C/C++
- char
- signed char
- unsigned char

### Fortran
- character

### Pascal
- char

## Przykłady zastosowań

### Przykład w C
Przykładowe działania na zmiennej typu char:
```
#include
 
<stdio.h>

char
 
abs
(
char
 
c_char
)

{

   
if
 
(
c_char
 
>=
 
0
)

   
{

      
return
 
c_char
;

   
}

   
return
 
-
c_char
;

}

int
 
main
()

{

   
char
 
c_znak
;

   
c_znak
 
=
 
'a'
;

   
/* widzimy, że znak jest zapisany jako liczba. */

   
printf
(
"Znak %c = %d.
\n
"
,
 
c_znak
,
 
c_znak
);

   
/* prosta operacja: */

   
c_znak
+=
 
4
;
 
// zwiększenie znaku o 4

   
printf
(
"Po zwiększeniu o 4, znak %c = %d.
\n
"
,
 
c_znak
,
 
c_znak
);

   
/* różnica dwóch znaków: */

   
char
 
c_znak2
 
=
 
'o'
;

   
printf
(
"między znakami %c (%d) a %c (%d) jest %d różnicy.
\n
"
,

      
c_znak
,
 
c_znak
,
 
c_znak2
,
 
c_znak2
,
 
abs
(
c_znak
 
-
 
c_znak2
));

   
/* inne zastosowanie typu char (proste obliczenia arytmetyczne): */

   
for
 
(
unsigned
 
char
 
i
 
=
 
0
;
 
i
 
<
 
16
;
 
++
i
)

   
{

      
printf
(
"%d * %d + 2 = %d
\n
"
,
 
i
,
 
i
,
 
i
 
*
 
i
 
+
 
2
);

   
}

}

```

Wynik działania:
```
Znak a = 97.
Po zwiększeniu o 4, znak e = 101.
Między znakami e (101) a o (111) jest 10 różnicy.
0 * 0 + 2 = 2
1 * 1 + 2 = 3
2 * 2 + 2 = 6
3 * 3 + 2 = 11
4 * 4 + 2 = 18
(...)

```

### Przykład w Fortranie
Przykład (zmienna buffer o długości 128 B):
```
 
character
*
(
128
)
 
buffer

 
buffer
 
=
 
'abc'

 
l
 
=
 
len
(
buffer
)
 

 
buffer
 
=
 
buffer
(:
l
)
 
+
 
'cdef '

 
l
 
=
 
len
(
buffer
)

 
buffer
 
=
 
buffer
(:
3
)
 
//
 
' xyx '
 
//
 
buffer
(
4
:)
 
//
 
' pqr   '

 
print
 
*
,
 
'#'
 
//
 
buffer
(:
len
(
buffer
))
//
 
'#'

```

Wynik działania - na wyjściu zobaczymy:
```
 #abc xyx cdef  pqr   #

```

Powyżej wykorzystano: 
1. standardową funkcję len określającą pozycję od lewej ostatniego znaku różnego od NUL (chcąc odrzucić końcowe spacje należy użyć funkcji len_trim)
2. tworzenie wycinka zmiennej var typu character: 
  - znaki nr m do n (włącznie): var(m:n)
  - od początku do nr n włącznie: var(:n)
  - od znaku nr m do końca: var(m:)
3. konkatenację łańcuchów: operator // lub +